# You Wear It Well
You Wear It Well è un singolo del 1972 del cantautore rock britannico Rod Stewart, estratto dall'album Never a Dull Moment. Scritto da Stewart e da Martin Quittenton, il brano utilizza un arrangiamento simile a quello di Maggie May, pubblicato l'anno precedente.
You Wear It Well venne pubblicata come singolo il 12 agosto del 1972 (il lato B era invece il brano Lost Paraguayos), diventando in poco tempo un successo internazionale: raggiunse infatti la prima posizione della UK Singles Chart e il tredicesimo posto nella Billboard Hot 100 statunitense, oltre al secondo posto nelle classifiche irlandesi e il settimo in Canada.
Stewart ha inoltre eseguito una versione dal vivo della canzone per la trasmissione della BBC Top of the Pops, assieme alla formazione completa dei Faces, a Quittenton (alla chitarra classica) e a Dick "Tricky Dicky" Powell (al violino). Un'altra versione dal vivo, eseguita nel 2013 al Troubadour di Los Angeles, è stata inclusa nell'edizione deluxe dell'album Time.

## Classifiche
| Classifica (1972) | Posizione massima |
| ----------------- | ----------------- |
| Australia         | 13                |
| Canada            | 7                 |
| Germania          | 35                |
| Irlanda           | 2                 |
| Regno Unito       | 1                 |
| Stati Uniti       | 13                |
| Sudafrica         | 19                |